# Flughafen Laguna de los Patos

i7
i11
i13
Der Aeropuerto Internacional de Laguna de los Patos (IATA-Flughafencode: CYR – ICAO-Flughafencode: SUCA) ist ein Flughafen in Uruguay.
Er liegt 17 km östlich der Stadt Colonia del Sacramento im Departamento Colonia im Südwesten Uruguays. Dort befindet er sich nahe der nördlich des Flughafens verlaufenden Ruta 1 sowie des südlich gelegenen Río de la Plata.

## Zwischenfälle
Am 17. Juni 1973 wurde eine Convair CV-240-0 der uruguayischen ARCO - Aerolineas Colonia (Luftfahrzeugkennzeichen CX-BHS) bei der Landung auf dem Flughafen Colonia 12 Meter vor der Landebahn aufgesetzt. Die Maschine geriet dann von der Landebahn ab, woraufhin das linke Hauptfahrwerk zusammenbrach. Das Flugzeug wurde irreparabel beschädigt. Alle 42 Insassen, drei Besatzungsmitglieder und 39 Passagiere, überlebten den Unfall.